# Joan Granados i Duran
Joan Granados i Duran (Barcelona, 29 de maig de 1934) és un polític i dirigent esportiu català, diputat al Parlament de Catalunya en la V Legislatura
Es llicencià en Dret a la Universitat de Barcelona i treballà com a executiu d'empreses del sector tèxtil, visquent dos anys a Estocolm. El 17 de novembre de 1974 participà en la fundació de Convergència Democràtica de Catalunya al monestir de Montserrat i del 1976 al 1978 Agustí Montal i Costa el nomenà secretari general del FC Barcelona (1975-1978), càrrec des del qual fomentà la retransmissió dels primers partits de futbol en català. També ha estat president del Reial Club Marítim de Barcelona i de la Federació Catalana de Rem.
De 1981 a 1984 fou director general del Patrimoni Escrit i Documental del Departament de Cultura de la Generalitat de Catalunya, i durant un any també fou membre del Consell d'Administració de la Corporació Catalana de Ràdio i Televisió (CCRTV), de la qual fou director general entre 1984 i 1995. Fou elegit diputat per la província de Barcelona a les eleccions al Parlament de Catalunya de 1995 i més tard creà la Fundació per a la Ràdio i la Televisió Locals de Catalunya.
Amb motiu del 40è aniversari de Tv3, Granados fou entrevistat per diversos mitjans, on va ser crític amb l'actual situació de la televisió pública, repetint que “Si estem en guerra, no podem ficcionar la pau”.